# Franz Tecklenborg

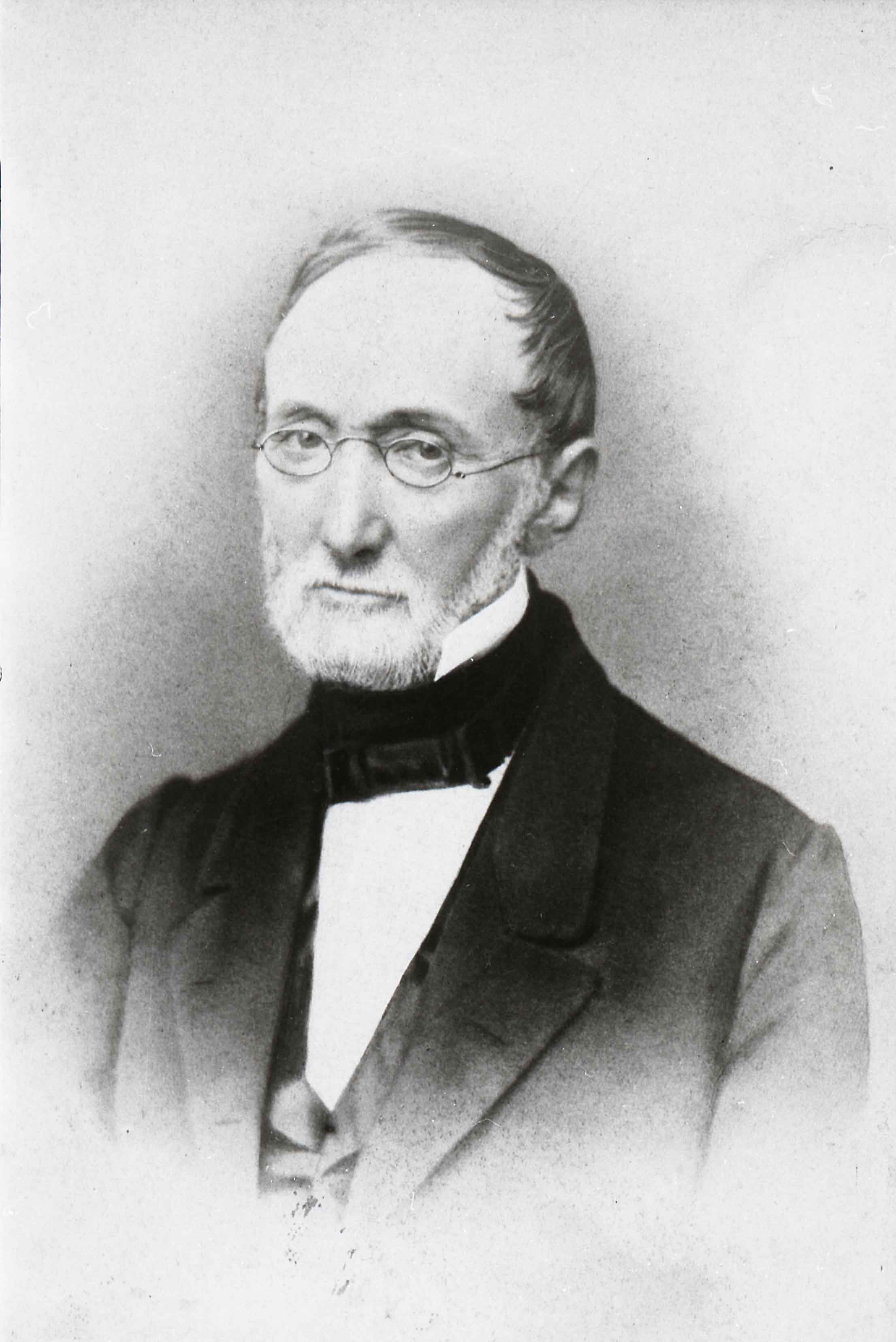
Franz Tecklenborg 1807–1886

Franz Tecklenborg (* 21. Januar 1807 in Bremen; † 31. März 1886 in Bremen) war ein deutscher Kaufmann und Werftbesitzer.

## Biografie
Tecklenborg war der älteste Sohn unter zehn Kindern des Segelmachers und Reeders Franz Tecklenborg (1780–1821). Seine Mutter war Anna Christina Claussen (1784–1830). Er selbst wollte eigentlich Künstler werden, wurde aber nach dem frühen Tod seines Vaters Segelmacher. Er machte eine Lehre und arbeitete dann in Kopenhagen.
Nach Bremen zurückgekehrt, leistet er am 3. Februar 1830 den Bremer Bürgereid und übernahm nach dem Tod seiner Mutter den väterlichen Betrieb, der unter Franz Tecklenborg, Segel- und Kompaßmacher firmierte. Er vertrat in Bremen mehrere englische Fabriken für Anker, Ketten, Tauwerk und Segeltuch. Franz Tecklenborg betrieb unter seinem Namen ebenfalls eine Reederei und knüpfte sehr erfolgreich an die beruflichen Aktivitäten seines gleichnamigen Großvaters, des Reeders und Seeschiffers Franz Tecklenborg (1744–1809), an.
Am 4. August 1830 wurde er in die Bremer Freimaurerloge Zum Oelzweig von 1788 aufgenommen und blieb bis zu seinem Tod 1886 Mitglied.
1841 errichtete Jan Simon Abegg mit finanzieller Hilfe von Tecklenborg eine Werft in Bremerhaven neben der dortigen Rickmers-Werft. 1843 übernahm Franz Tecklenborg den Betrieb und konnte seinen Bruder Johann Carl Tecklenborg als Schiffszimmerbaas für das Unternehmen gewinnen. 1845 übernahm Johann Carl die technische Leitung der Werft, die seit diesem Zeitpunkt unter Joh. C. Tecklenborg firmierte.

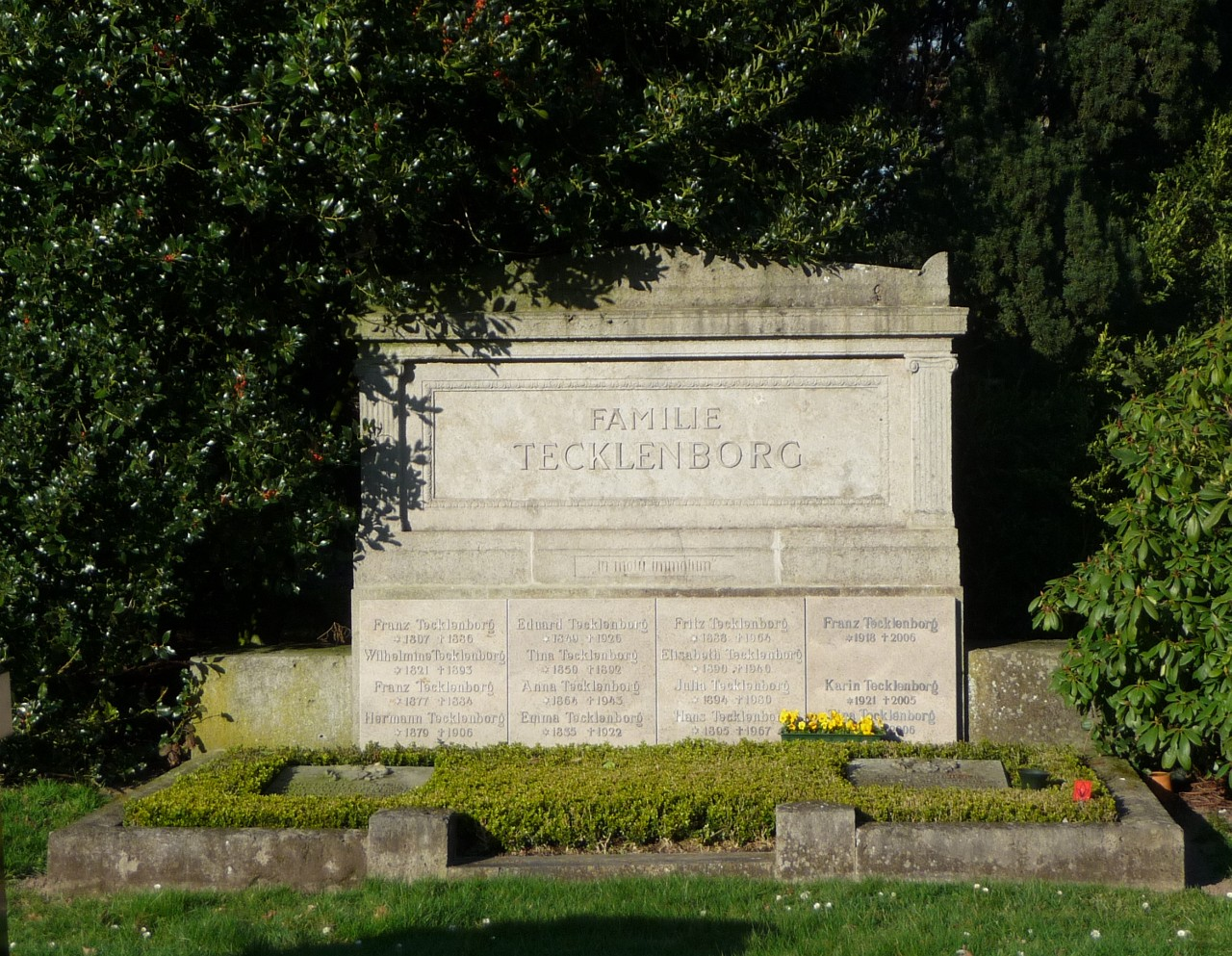
Familiengrab Tecklenborg auf dem Waller Friedhof

Die Franz Tecklenborg Reederei gab in der Zeit zwischen 1848 und 1894 insgesamt 19 Segelschiffe bei der Joh. C. Tecklenborg Werft in Auftrag. Nach seinem Tod 1886 führte sein Sohn Eduard Tecklenborg die Bremer Reederei für einige Jahre weiter. 1898 wurde dann das letzte Segelschiff (Vollschiff Beethoven) verkauft und das Reedereigeschäft eingestellt. Das Geschäft der Segelmacherei ging bereits 1890 auf die zwei Prokuristen der Firma (Ruhe & Trelle) über.
Tecklenborg wurde 1864 als Mitglied in die bremische Einrichtung „Haus Seefahrt“ aufgenommen und dort 1866 zum Schaffer berufen.
Er gehörte von 1853 bis 1886 der Bremischen Bürgerschaft an und war nach dem 8-Klassen-Wahlrecht der seit 1854 bestehenden neuen Bremer Verfassung der „2. Klasse“ („Kaufleute mit Handelskammerwahlrecht“) der Bürgerschaftsabgeordneten zugehörig.
Sein Sohn Eduard Tecklenborg verantwortete als sein Firmenerbe die weitere Entwicklung der Joh. C. Tecklenborg Werft.
Er wurde im Familiengrab Tecklenborg auf dem Waller Friedhof in Bremen bestattet.

## Familie
Sein Onkel Hinrich Tecklenborg (1778–1856) war der älteste Bruder seines Vaters Franz. Nach dem frühen Tod des Vaters übernahm Hinrich die Vormundschaft für seinen Neffen Franz und seine minderjährigen Geschwister. Hinrich war unter anderem Kapitän auf der Bark Mentor (gebaut 1808 bei Jantzen). 1809 ließ er sich den Schoner Argus bei Jantzen bauen.
Der älteste Sohn Franz Tecklenborg (1833–1872) war bis zu seinem frühen Tod ebenfalls auf der Werft tätig.
Tochter Elisabeth (1841–1871) heiratete 1861 den Direktor der Seefahrtsschule Heinrich Wilhelm Ludwig Romberg.
Sein Bruder Heinrich Tecklenborg (1807–1886) war als Kapitän und Autor von seerechtlicher Literatur tätig.